# Bärhaus (Lauchhammer)

Bärhaus und Bärwald auf einer geschichtlichen Karte des Kreises Liebenwerda (1910).

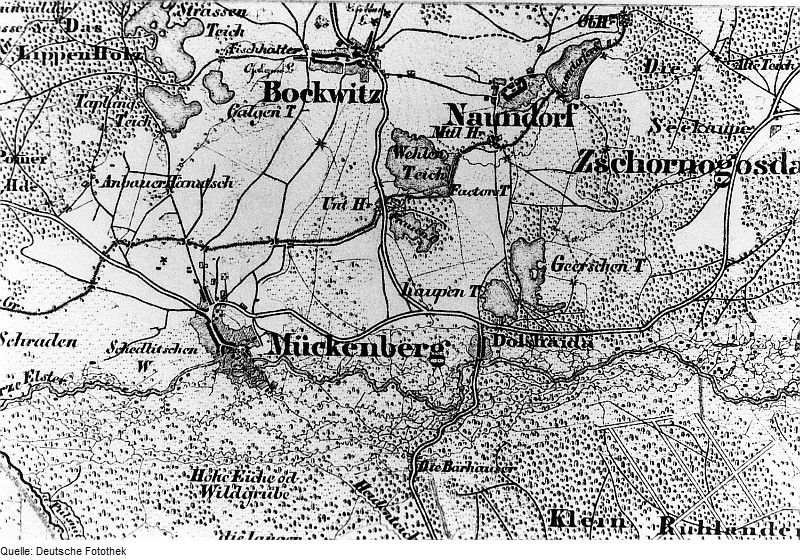
Bärhaus (Bärhäuser) auf einer topografischen Karte von 1847

Bärhaus ist eine kleine zu Lauchhammer gehörende Siedlung an der Schwarzen Elster, etwa acht Kilometer von Kroppen und Ruhland entfernt. Nahe Bärhaus verläuft die Bahnstrecke Węgliniec–Roßlau.
Die Siedlung Bärhaus, welche historisch auch als „Kroppener Werder“, „Wohland“ oder „Bärhäuser“ bezeichnet wurde, umfasst das einstige Vorwerk Bärwald, welches einst zum Gut Kroppen gehörte und später nach Dolsthaida (heute Lauchhammer-Süd) eingemeindet wurde, sowie die Kolonie Bärhaus, die ursprünglich ein Ortsteil der Gemeinde Kroppen war und in später ebenfalls nach Dolsthaida eingemeindet wurde.
Bärhaus besteht aus neun Gehöften mit zirka 10 Hektar (etwa 40 Morgen) Feld und Wiesen. Der ganze Werder war ungefähr 125 Hektar (500 Morgen) groß und bestand größtenteils aus sumpfigen Bruch- und Eichenwaldflächen.

## Geschichte
Im Jahr 1695 errichtete man die ersten zwei Wohnhäuser und der erste Ansiedler hieß „Bär“, dessen Name auch die spätere Siedlungsbezeichnung prägte. Mit der Elsterregulierung, die am 10. Mai 1852 begann, wurden die Brüche zugänglich. Ein Graf von Bohlen, der den Werder erwarb, nutzte diese Gelegenheit, um den Eichenwald niederzuschlagen und zu Spottpreisen zu verschleudern. Sein Nachfolger, Schurig, begann im Jahr 1859 mit großer Mühe und hohem Preis, die gewaltigen Stöcke auszuroden und das Land allmählich urbar zu machen. Im Jahr 1864 erbaute er die erste große Scheune und das Wirtschaftsgebäude des Gutes Bärwald. Im Jahr 1869 wurde die Schenke an Gottfried Hensel aus Frauendorf verkauft.  Um die 1870er-Jahre erwarb der frühere Görlitzer Bürgermeister Richtsteig den Ort Kroppen zusammen mit der Siedlung Bärhaus. Dem Besitz Richtsteig verdankt Bärhaus die Entstehung des Vorwerks, welches 1883 in den Besitz des Rittmeisters von Loesch auf Schloss Cammerswaldau im Kreis Schönau (heute: Komarno) überging. Dieser verkaufte es vor dem Krieg an den Amtsdirektor Möller von Lauchhammer-Riesa.

Bärhauser Ansichten
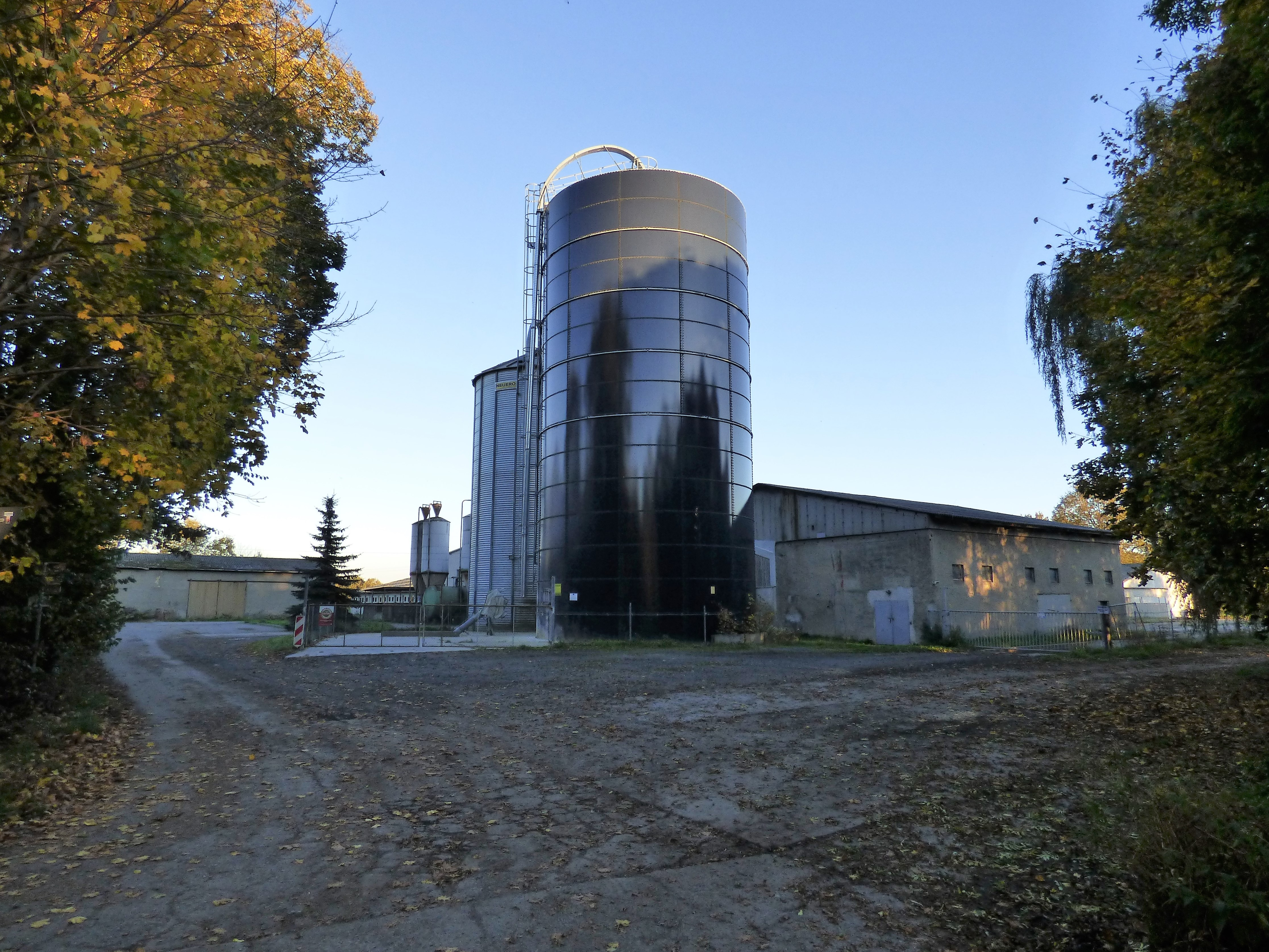
Landwirtschaftliche Anlagen am Standort Vorwerk Bärwald
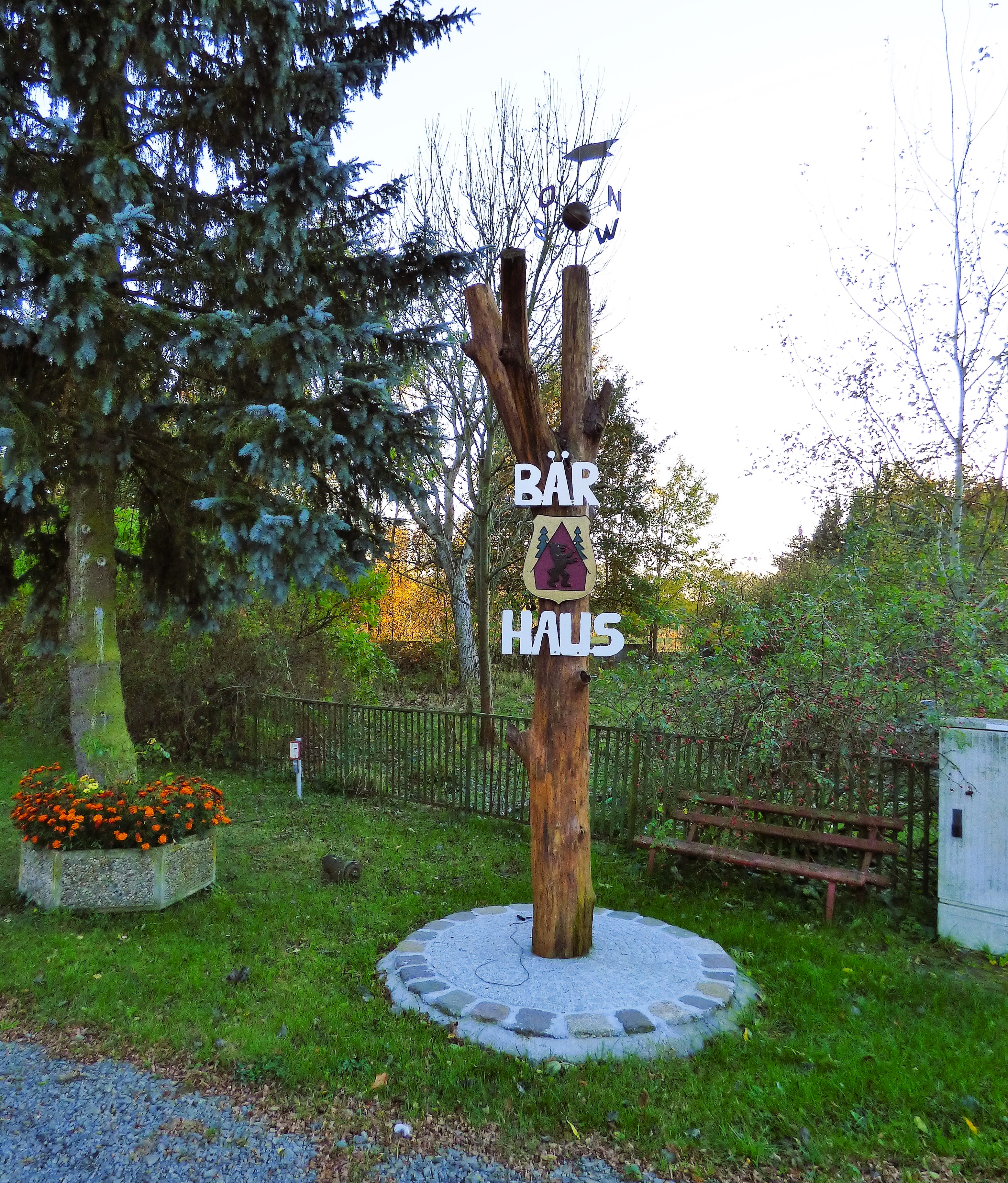
Ortsmitte
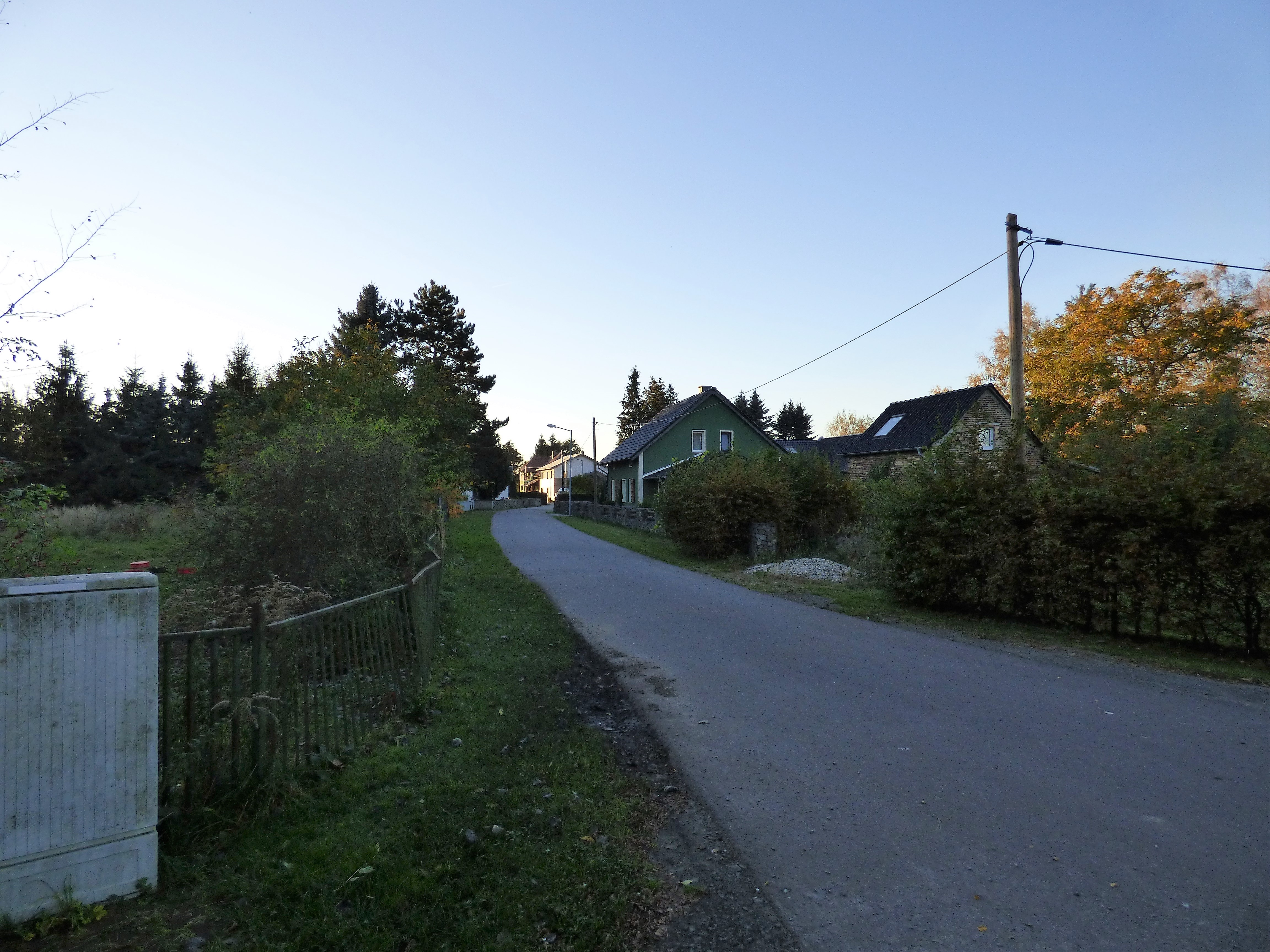
Siedlungshäuser
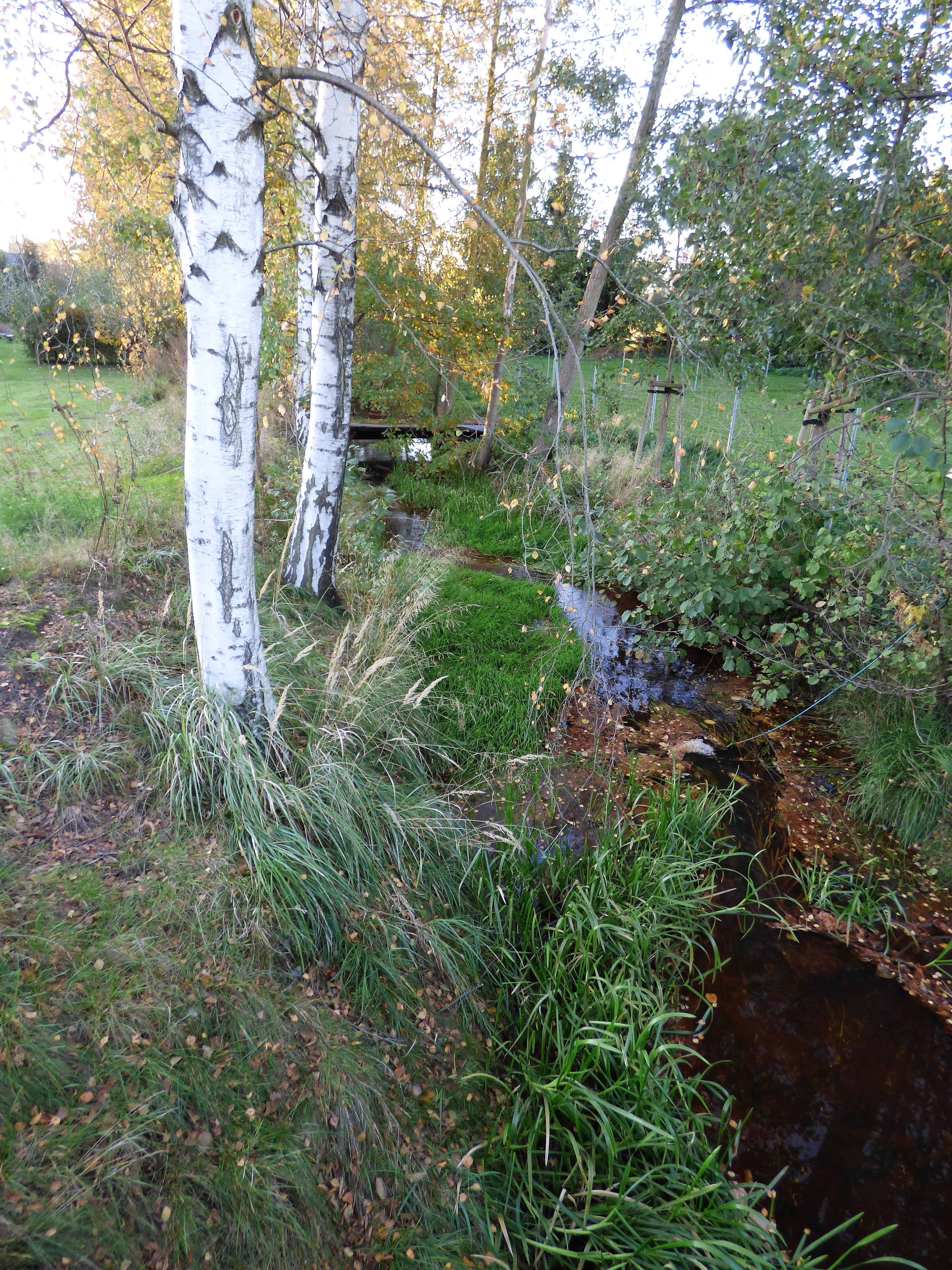
Großer Schradener Binnengraben
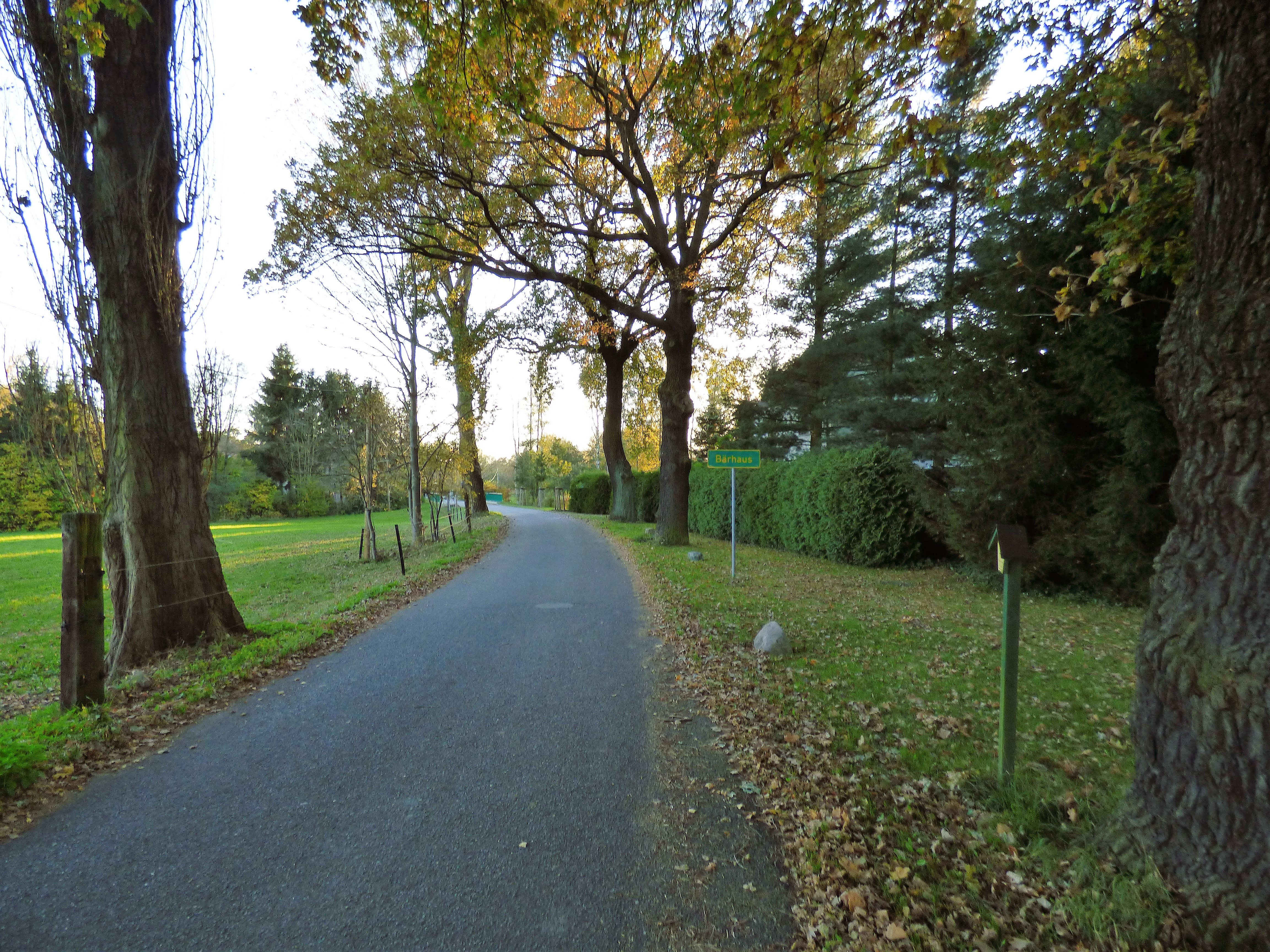
Ortseingang